# Pericallis webbii
La Flor de mayo (Pericallis webbii) es una planta de la familia de las asteráceas nativa de la isla de Gran Canaria.

## Descripción
Es una hierba perenne, de rizoma grueso y tallos que alcanzan el metro de altura. Sus hojas son orbiculares y sus inflorescencias poseen de 10-20 capítulos. Las lígulas son de color blanco a carmín y los flósculos centrales de color morado. Puede tener diversos colores, entre ellos el rosa y blanco.

## Distribución geográfica
La Flor de mayo es un endemismo de la isla de Gran Canaria en las Islas Canarias.

## Sinonimia
- Doronicum webbii Sch.Bip. in Webb et Berth.
- Senecio webbii (Sch.Bip.) Christ[3]

## Trivia
- Su nombre científico es una dedicatoria al naturalista inglés Philip Barker Webb (1793-1854).[2]